# 요코하마시 교통국
요코하마시 교통국(일본어: 横浜市交通局, よこはましこうつうきょく)은 일본 가나가와현 요코하마시가 운영하는 지방공기업이다. 요코하마시내의 지하철이나 버스를 운영한다.
옛날에는 노면전차나 무궤도 전차도 운영했었다.

## 사업
- 지하철
  - ■ 블루 라인 (1호선, 3호선)
  - ■ 그린 라인 (2호선)
- 버스

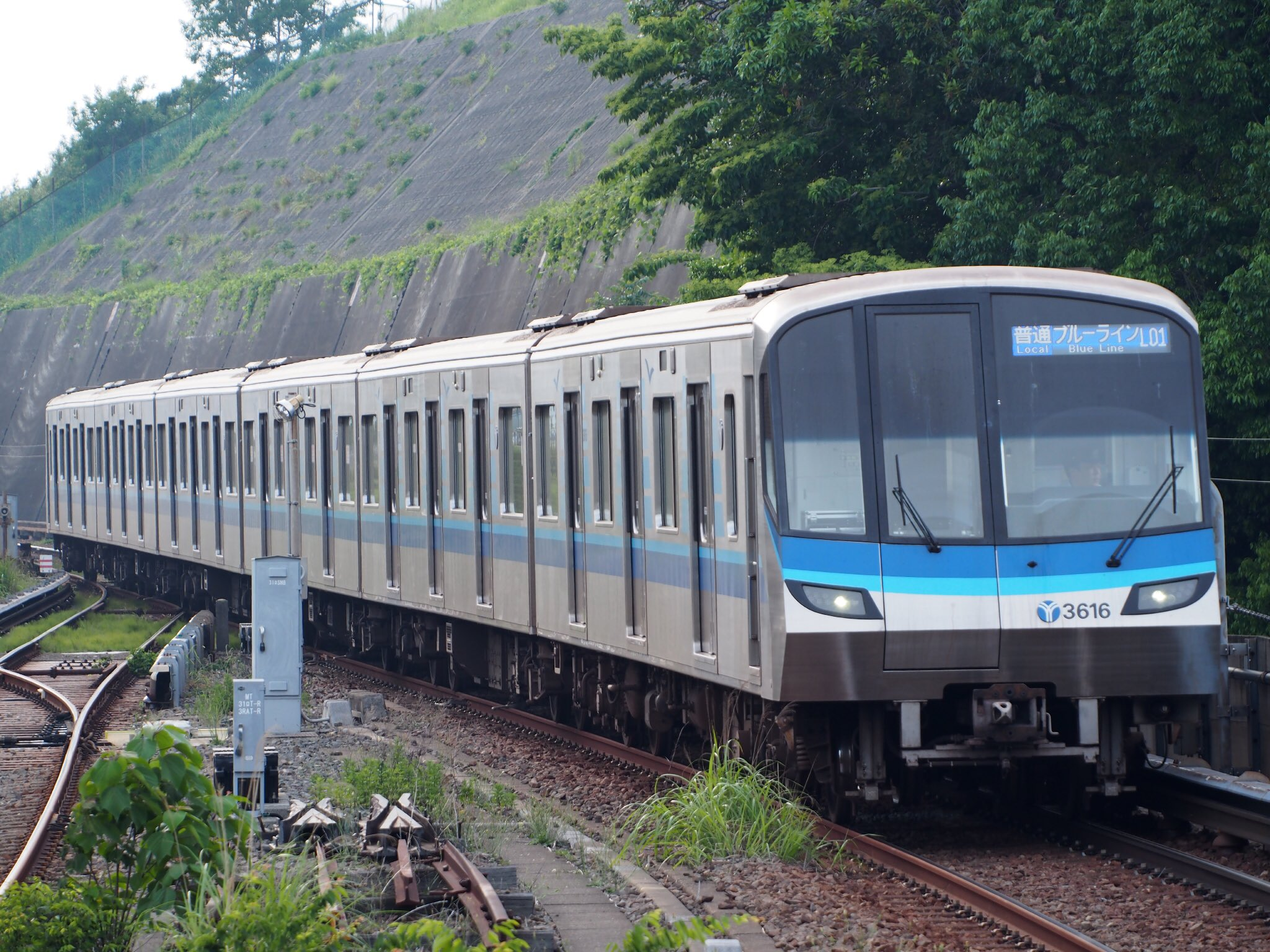
블루 라인
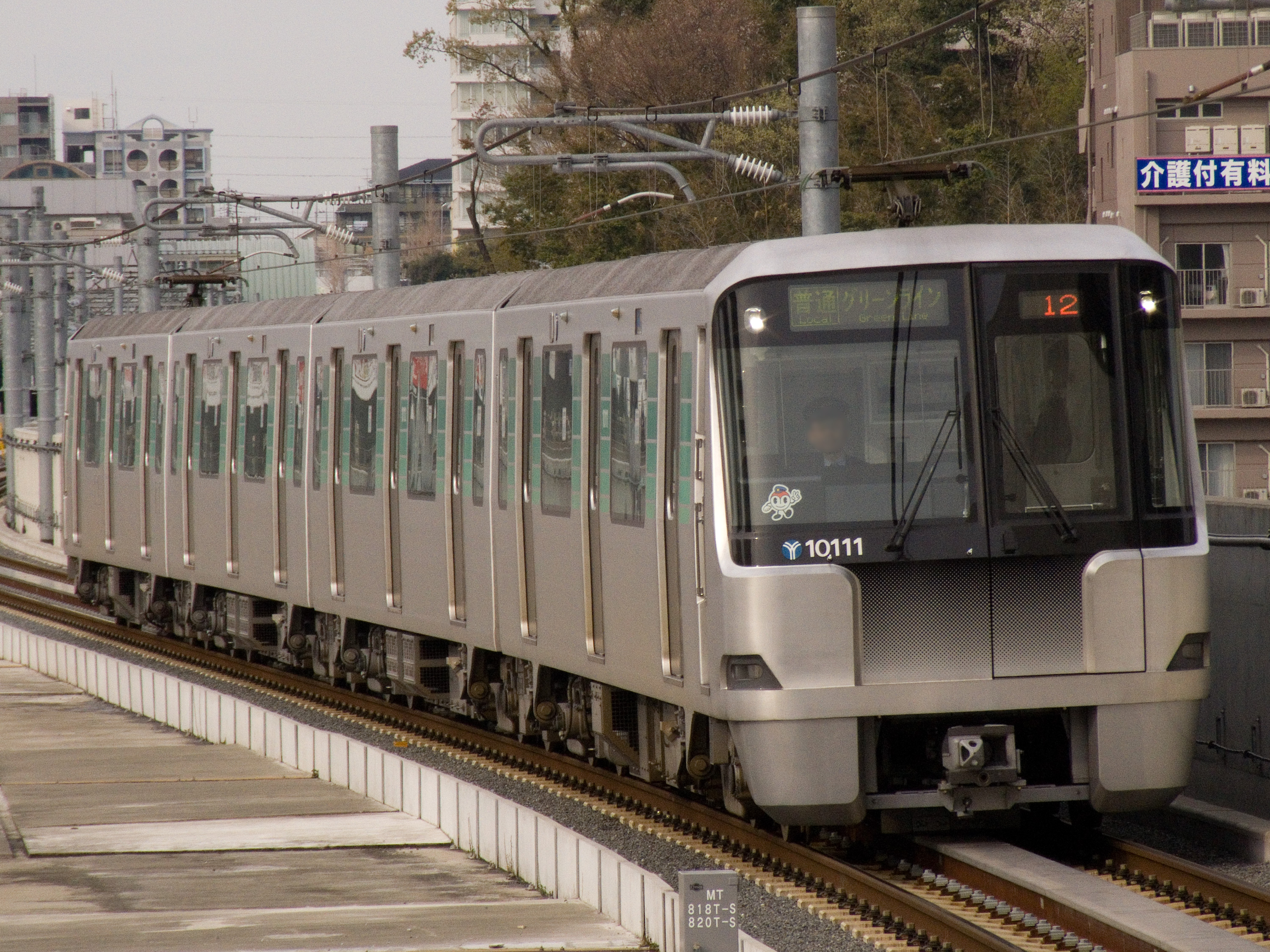
그린 라인
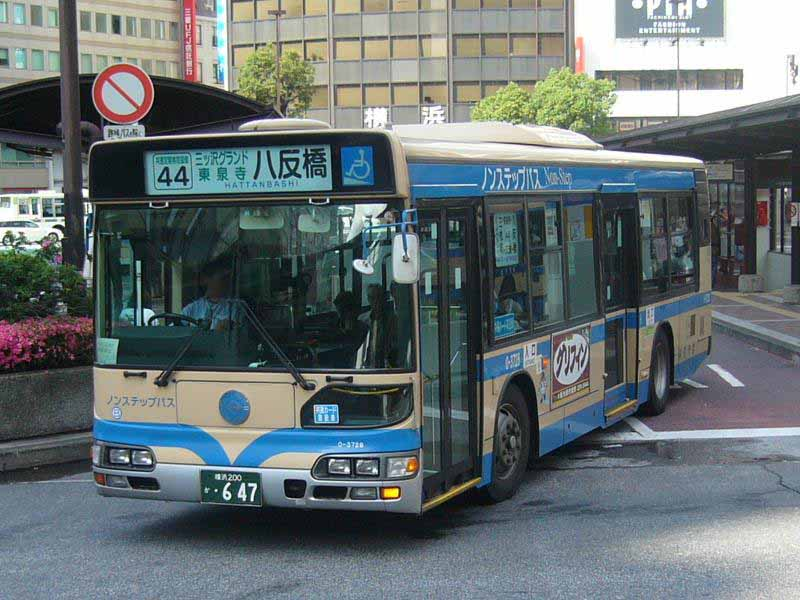
요코하마시 버스

## 역사
- 1904년 7월 15일 - 요코하마 전기 철도(일본어: 横濱電氣鐵道)가 노면전차 사업 개업.
- 1921년 4월 1일 - 요코하마시 전기국(일본어: 横濱市電氣局)으로서 설립. 노면전차 사업 매수.
- 1928년 11월 10일 - 버스 사업을시작.
- 1946년 5월 31일 - 명칭을 요코하마시 교통국으로 변경.
- 1959년 7월 16일 - 무궤도 철도 사업 시작.
- 1972년 3월 31일 - 노면전차·무궤도 철도 사업 폐지.
- 1972년 12월 16일 - 지하철 사업을시작.

## 같이 보기
- 세계 각국의 도시 철도